# Pluto, l'amico di Topolino
Pluto, l'amico di Topolino (Mickey's Pal Pluto) è il titolo di un cortometraggio di Topolino del 1933.
Uscito il 18 febbraio 1933.